# Droga krajowa 61

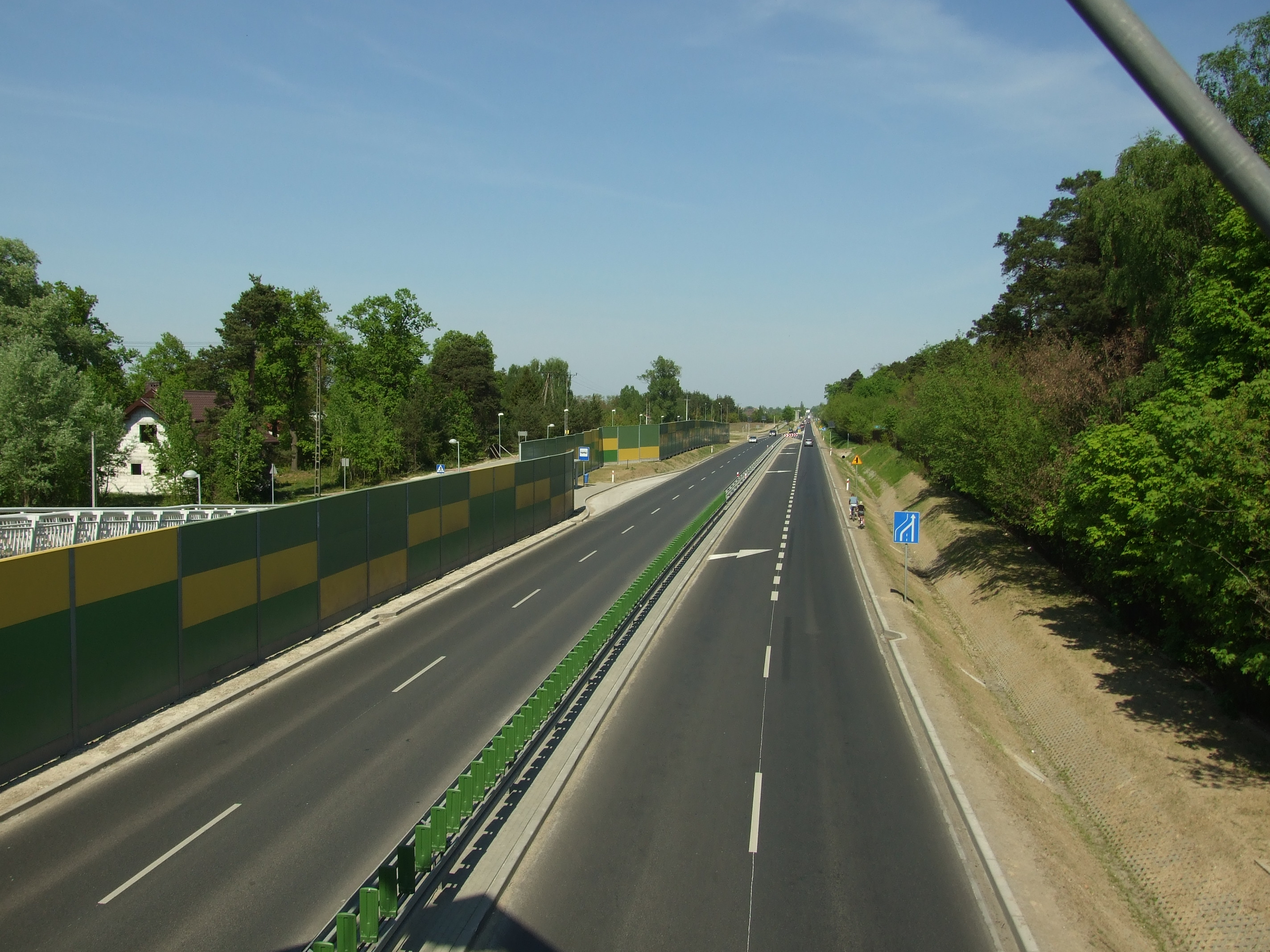
Die DK61 südlich von Serock

Die Droga krajowa 61 (DK61) ist eine Landesstraße in Polen. Sie verbindet Warschau mit der Grenze zu Litauen in Richtung auf die Stadt Kaunas. Ein Teilabschnitt (Teil der Via Baltica) wird, teilweise auf abweichendem Streckenverlauf, derzeit als Schnellstraße Droga ekspresowa S61 ausgebaut, große Teilstücke sind bereits in Betrieb genommen.

## Verlauf
Die Straße beginnt im Norden von Warschau, wo sie in nordöstlicher Richtung von der DK7 abzweigt. Nach Überquerung der Wisła biegt sie nach Nordwesten ab und setzt sich als zweibahnige Straße nach Legionowo fort. Von hier aus verläuft sie nach Nordwesten nach Serock, wo die DK62 gekreuzt wird, und weiter am rechten Ufer des Narew nach Pułtusk. Nördlich der Stadt zweigt die DK57 nach Norden ab. Die DK61 verläuft in nordöstlicher Richtung weiter über Różan am Narew, wo die DK60 gekreuzt wird, und weiter nach Ostrołęka (Ostrolenka). Hier zweigt nach Norden die DK53 ab. Die DK61 erreicht in Łomża (Lomscha) erneut den Narew und verläuft für etwa 10 Kilometer gemeinsam mit der DK63 nach Norden, bevor sie schließlich am Knoten Kolno in die Droga ekspresowa S61 übergeht.
Die Länge der Straße beträgt rund 157 Kilometer.

## Wichtige Ortschaften an der Strecke
Woiwodschaft Masowien (województwo mazowieckie):
- Warschau
- Legionowo
- Serock
- Pułtusk
- Różan
- Ostrołęka

Woiwodschaft Podlachien (województwo podlaskie):
- Łomża